# El País (Uruguay)

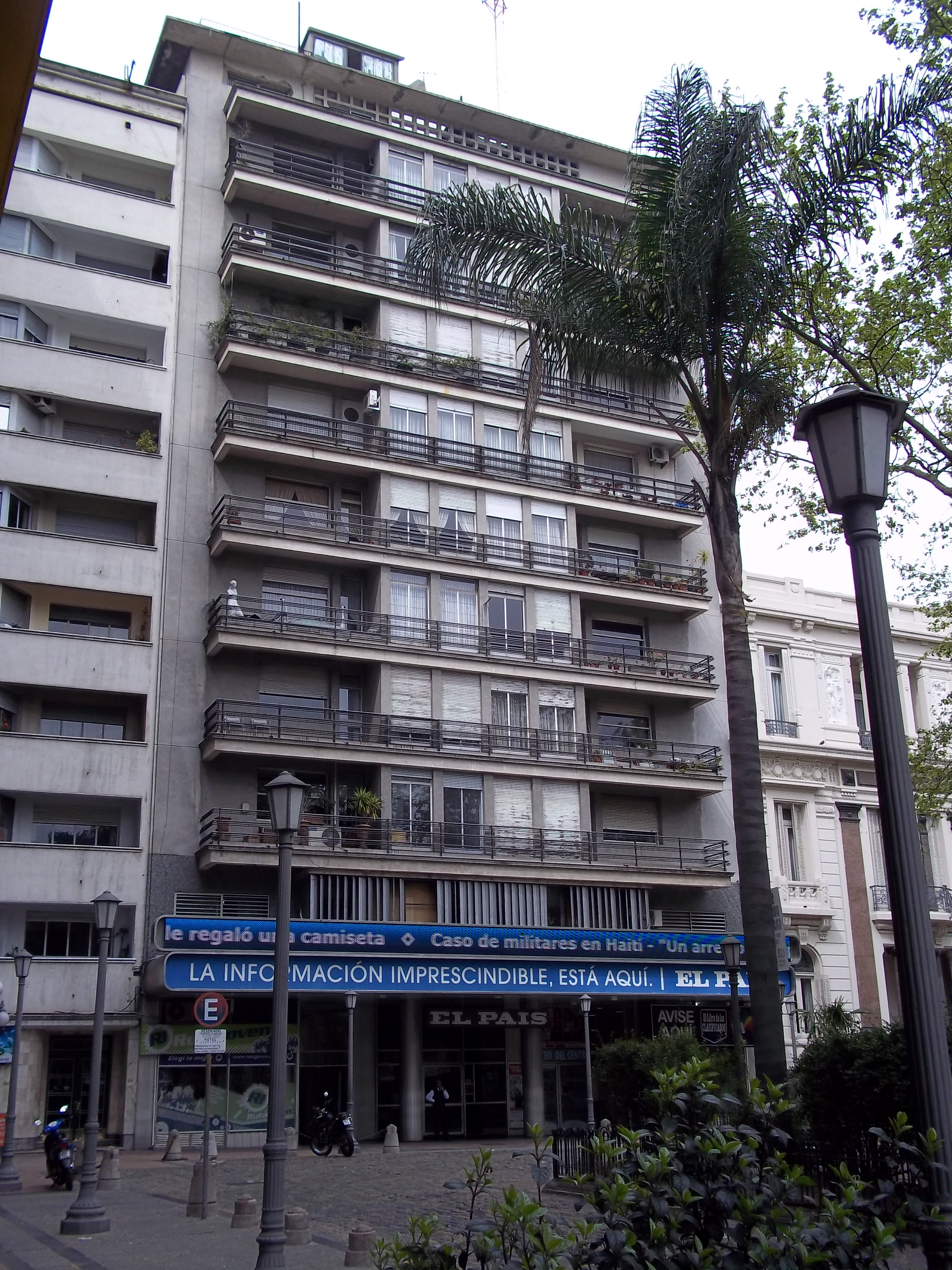
Sitz von El País am Plaza Cagancha

El País ist eine uruguayische spanischsprachige Tageszeitung aus Montevideo, die landesweit vertrieben wird.
Die am 14. September 1918 zum ersten Mal erschienene, ursprünglich der Partido Nacional nahestehende politische Zeitung entwickelte sich zu einer allgemeiner gehaltenen Zeitung konservativ bis liberaler Ausrichtung. Sie zählt zu den wichtigsten Nachrichten-Publikationen des Landes.
Ihre Gründer und Herausgeber waren Leonel Aguirre, Eduardo Rodríguez Larreta und Washington Beltrán Barbat.
Derzeitiger Geschäftsführer ist Guillermo Scheck.
Zu den Autoren der Zeitung gehörten im Laufe ihrer über 90-jährigen Geschichte bedeutende Journalisten wie etwa Manuel Flores Mora und Francisco Espínola, der Humorist Julio Suárez „Peloduro“ und Theaterkritiker wie Homero Alsina Thevenet, Emir Rodríguez Monegal und Antonio Larreta. Enrique Beltrán Mullin, Martín Aguirre Gomensoro und Julia Rodríguez Larreta leiteten im Jahr 2010 die Redaktion. Seit 1996 erscheint auch eine Internetausgabe der Zeitung.